# Santaballa (Villalba)
Santaballa (llamada oficialmente San Pedro de Santaballa) es una parroquia española del municipio de Villalba, en la provincia de Lugo, Galicia.

## Organización territorial
La parroquia está formada por cincuenta entidades de población, constando treinta de ellas en el nomenclátor del Instituto Nacional de Estadística español:
- A Caseta
- Airado (O Airado)
- A Parrugueira
- Apaxo (O Apaxo)
- A Portacabana
- Areabranca
- A Ribeira
- As Cabras
- A Templanza
- Barreiro (O Barreiro)
- Besura (A Vesura)
- Bordelle
- Cabo de Aldea (O Cabo da aldea)
- Cancelo
- Carballeira Moura
- Carballido
- Carballolongo
- Carracido
- Carrizo (O Carrizo)
- Casal (O Casal)
- Casanova (A Casanova)
- Casela
- Castro (O Castro)
- Cendoi
- Cubreiro (Cobreiro)
- Curbel
- Feiranova
- Folgueira
- Fontebouza (A Fonte da Bouza)
- Fontepisón
- Fraga Moura
- Furada (A Furada)
- Lugarbello (Lugarvello)
- Millares
- O Cadavello
- O Outeiro de Bordelle
- O Penedo
- Outeiro (O Outeiro)
- Pereira (A Pereira)
- Piñeiro
- Regobello (O Regovello)
- Santiago
- Silva
- Trastoy (Trastoi)
- Trufas
- Tufiade
- Vilanova
- Vilasuso
- Vilaxuan (Vilaxoán)
- Xunxar (Gunxar)

## Demografía
| Gráfica de evolución demográfica de Santaballa entre 2000 y 2023 |
|                                                                  |
| Datos según el nomenclátor publicado por el INE.                 |

## Patrimonio

### Iglesia parroquial
La iglesia parroquial, originalmente devota de santa Baia —y de ahí el origen del nombre de la parroquia—, modificó su patrón cuando recibió una talla de san Pedro procedente de la vecina parroquia de Lanzós. El edificio tiene una fachada de granito con un reloj solar y en su interior alberga un retablo de estilo barroco.

### Escuela habanera
La sociedad civil de vecinos emigrados a Cuba, conocida como Liga Santaballesa, reunió los recursos necesarios para la construcción a principios del siglo XX de una escuela orientada en la enseñanza en idioma gallego.

### Restos arqueológicos
Existen en el lugar diferentes restos arqueológicos, como uno de los pocos menhires que se conservan en Galicia, conocido como Pedra Chantada, de una altura cercana a los tres metros y situado en el medio de una necrópolis megalítica compuesta por más de veinte mámoas.
También destaca la Medoña de Estelo, otro yacimiento en forma de mámoa del Paleolítico, que mide dieciocho metros de diámetro y dos de altura. Y otros yacimientos menos conservados como el Castro de Trastomil, una fortificación de la Edad del Hierro.